# Grafton (Massachusetts)
Grafton és una població dels Estats Units a l'estat de Massachusetts. Segons el cens del 2000 tenia 14.894 habitants.

## Demografia
Segons el cens del 2000, Grafton tenia 14.894 habitants, 5.694 habitatges, i 3.951 famílies. La densitat de població era de 252,9 habitants/km².
Dels 5.694 habitatges en un 34,1% hi vivien nens de menys de 18 anys, en un 58,1% hi vivien parelles casades, en un 8,5% dones solteres, i en un 30,6% no eren unitats familiars. En el 24,6% dels habitatges hi vivien persones soles el 8,1% de les quals corresponia a persones de 65 anys o més que vivien soles. El nombre mitjà de persones vivint en cada habitatge era de 2,54 i el nombre mitjà de persones que vivien en cada família era de 3,07.
Per edats la població es repartia de la següent manera: un 25,8% tenia menys de 18 anys, un 7,2% entre 18 i 24, un 33,5% entre 25 i 44, un 22,3% de 45 a 60 i un 11,2% 65 anys o més.
L'edat mediana era de 36 anys. Per cada 100 dones de 18 o més anys hi havia 89,3 homes.
La renda mediana per habitatge era de 56.020 $ i la renda mediana per família de 66.396$. Els homes tenien una renda mediana de 48.016 $ mentre que les dones 32.347$. La renda per capita de la població era de 26.952$. Entorn del 2,3% de les famílies i el 5,6% de la població estaven per davall del llindar de pobresa.